# Roberta McCain

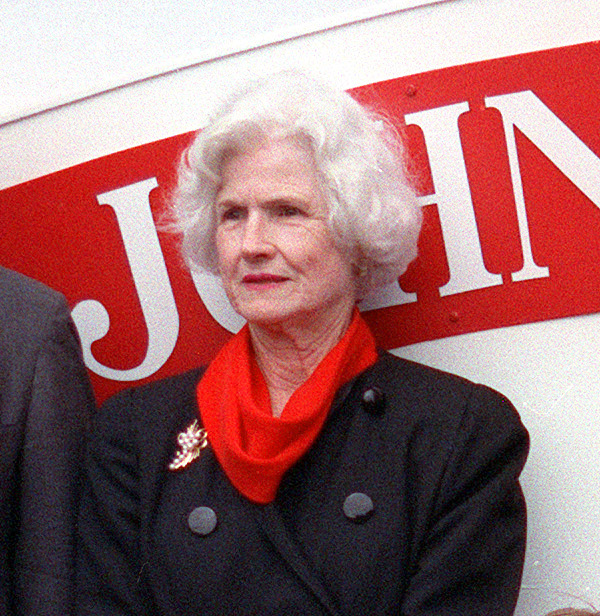
Roberta McCain (1992)

Roberta Wright McCain (* 7. Februar 1912 in Muskogee, Oklahoma, als Roberta Wright; † 12. Oktober 2020 in Washington, D.C.) war als Ehefrau des Admirals John Sidney McCain junior (1911–1981) und Mutter des Politikers John McCain (1936–2018) eine Figur des öffentlichen Lebens der Vereinigten Staaten. Große Aufmerksamkeit erhielt sie vor allem während des Wahlkampfs ihres Sohnes für die Präsidentschaftswahl 2008, bei dem die damals 96-Jährige mit ihrem temperamentvollen Charakter bei diversen Auftritten für ihren Sohn warb.

## Leben
Roberta Wright wurde 1912 in Muskogee im US-Bundesstaat Oklahoma als eines von fünf Kindern von Myrtle und Archibald Wright geboren; sie hatte eine eineiige Zwillingsschwester. Ihr Vater war als Wildcatter im Erdölgeschäft zu Reichtum gekommen. 1931 begann sie ein Studium an der University of Southern California, doch schon im ersten Jahr lernte sie den damaligen Navy-Ensign John Sidney McCain junior kennen, den Sohn des Admirals John S. McCain senior. Obwohl ihre Eltern die sich entwickelnde Beziehung nicht guthießen, heirateten Roberta und John 1933 im mexikanischen Tijuana. Durch den Beruf ihres Ehemannes lebte Roberta McCain in den nächsten Jahrzehnten an diversen Orten überall auf der Welt. Das Ehepaar wurde Eltern dreier Kinder: einer Tochter sowie zweier Söhne, darunter der spätere Politiker John McCain. Den Zweiten Weltkrieg verbrachte die Familie auf Hawaii, von wo aus ihr Ehemann als U-Boot-Kommandeur Patrouillenfahrten durch den Pazifik unternahm.
Nach dem Weltkrieg zog die Familie nach Washington, D.C., wo ihr Ehemann zum Verbindungsmann zwischen US Navy und dem US-Kongress ernannt worden war. Das Zuhause der Familie auf dem Capitol Hill wurde bald zum Treffpunkt diverser einflussreicher Politiker, die McCain hauptsächlich zur Cocktailstunde, mitunter aber auch zum Frühstück empfing. Mit diesen Einladungen unterstützte sie nicht zuletzt die weitere Karriere ihres Ehemannes. Nach dem Auszug der Familie entstand im gleichen Gebäude der noch heute existierende Capitol Hill Club. Die nächsten Stationen der Familie waren London und New York City, während ihr Ehemann über die Jahre zum Vier-Sterne-Admiral aufstieg. Während des Vietnamkriegs war er Befehlshaber des Pazifikkommandos; Roberta begleitete ihren Ehemann in dieser Zeit regelmäßig nach Saigon in Südvietnam. Ihr Sohn John diente während des Vietnamkriegs als Marineflieger und wurde nach einem Abschuss von Nordvietnam für fünfeinhalb Jahre in Kriegsgefangenschaft genommen. Nach seiner Rückkehr ermutigte ihn Roberta, eine politische Karriere innerhalb der Republikanischen Partei zu beginnen, die John McCain zunächst ins US-Repräsentantenhaus und dann für mehrere Jahrzehnte in den US-Senat führte. Mehrfach erklärte er, dass seine Mutter ein wesentlicher Einfluss auf seine Karriere und sein Leben gewesen sei und ihm grundlegende, aber entscheidende Werte vermittelt habe.
Nach einem gescheiterten Anlauf bei den Präsidentschaftswahlen 2000 sicherte sich ihr Sohn John bei den Wahlen 2008 die republikanische Nominierung für das Weiße Haus und trat in der Hauptwahl gegen Barack Obama von der Demokratischen Partei an. Im Rahmen des sogenannten Straight Talk Express unterstützte die damals 96-Jährige den Präsidentschaftswahlkampf ihres Sohnes mit mehreren Auftritten auf Wahlkampfevents und Interviews mit verschiedenen Medien. Ihr temperamentvoller Charakter sorgte dafür, dass sie währenddessen einer breiten Öffentlichkeit bekannt wurde. Aus Sicht ihres damals 71 Jahre alten Sohnes sollten die Auftritte seiner betagten, aber offensichtlich vitalen Mutter die öffentlichen Bedenken über sein eigenes Alter reduzieren. Der lebhafte Charakter seiner Mutter verbunden mit ihrer brutalen Ehrlichkeit führte aber mitunter auch zu Turbulenzen für McCains Kampagne, sodass ihre Einsätze besonders bei Medieninterviews zum Ende hin sicherheitshalber reduziert wurden. Vier Jahre später feierte McCain ihren 100. Geburtstag im Capitol Hill Club, der immer noch im alten Zuhause ihrer Familie in Washington, D.C. fortbestand. Nach dem Tod ihres Sohnes John 2018 an einer Krebserkrankung nahm die 106-Jährige an den Beerdigungsfeierlichkeiten in Washington, D.C. und Umgebung teil, darunter am Trauergottesdienst in der Washington National Cathedral und bei der Beerdigung in Annapolis.
Nach dem Tod ihres Ehemannes 1981 begann Roberta McCain, gemeinsam mit ihrer Zwillingsschwester umfangreiche Reisen durch Europa, Asien und den Nahen Osten zu unternehmen. Oftmals handelte es sich dabei um Roadtrips. Erst im hohen Alter musste sie diese neue Angewohnheit beenden. Anschließend entwickelte die damals bereits weit über 90 Jahre alte Frau den Brauch, wöchentlich für mehrere Stunden ein Washingtoner Kunstmuseum zu besuchen. McCain starb im Oktober 2020 im Alter von 108 Jahren in Washington, D.C. Ihr Tod wurde von ihrer Schwiegertochter Cindy McCain am selben Tag bekannt gegeben. Zum Zeitpunkt ihres Todes hinterließ sie ihren Sohn Joe, zehn Enkel, elf Urenkel und sieben Ururenkel. Unter ihren Enkelkindern ist die Publizistin Meghan McCain (* 1984). Die New York Times bezeichnete sie in einem Nachruf als „Leuchtfeuer“ für ihren bekannten Sohn, der Fernsehsender CNN würdigte unterdessen die „Matriarchin“ der McCain-Familie. Sie wurde auf dem Nationalfriedhof Arlington beigesetzt.